# Convenció per a la Protecció dels Béns Culturals en cas de Conflicte Armat
La Convenció per a la Protecció dels Béns Culturals en cas de Conflicte Armat , també coneguda com a Convenció de la Haia és un tractat internacional que exigeix als seus signataris protegir el patrimoni cultural en cas de guerra. Va ser signat a la Haia, Països Baixos, el 14 de maig de 1954, i va entrar en vigor el 7 d'agost de 1956. A data de febrer de 2014 havia estat ratificat per 126 estats. Aquesta convenció s'insereix en el marc del dret internacional humanitari.
La convenció estableix la creació d'un símbol protector per a facilitar la identificació dels béns culturals protegits en cas de conflicte armat. El triple ús d'aquest signe permet marcar els béns culturals excepcionalment importants que estan sota protecció especial.
A partir de la Segona Guerra Mundial, la Unesco va adoptar la Convenció de la Haia (1954), que va crear regles per a protegir els béns culturals durant els conflictes armats. Aquesta Convenció va ser el primer tractat internacional destinat a la protecció del patrimoni cultural en el context de la guerra, i que va posar en relleu el concepte de patrimoni comú i va portar a la creació del Comitè Internacional de l'Escut Blau (ICBS).

## Història
La Convenció de la Haia es va aprovar en 1954 a la Haia (Països Baixos), després de la destrucció massiva del patrimoni cultural durant la Segona Guerra Mundial, sent el primer tractat encarregat exclusivament de salvaguardar i protegir el patrimoni cultural amb un abast mundial en cas de conflicte armat, d'evitar "un menysteniment al patrimoni cultural de tota la humanitat”, i on es proposa una protecció específica per a cada país que reconeix el patrimoni cultural dels seus pobles. Aquesta protecció està complementada per la que estableixen els protocols addicionals de 1977 i des de llavors forma part del dret internacional consuetudinari, i per tant, aplicable a tots els estats.
Durant els seus més de 50 anys d'existència, la Convenció de la Haia ha establert un marc jurídic clau. Aquest va ser enfortit pels protocols addicionals de 1977 als Convenis de Ginebra de 1949, per l'Estatut de Roma de la Cort Penal Internacional de 1998 i per un protocol addicional a la pròpia Convenció, de l'any 1999.

## Funció
Les potencies ocupants durant un conflicte bèl·lic hauran de protegir els béns de caràcter cultural de qualsevol acte de vandalisme que afecti de manera directa a aquests mateixos, com ara robatori, pillatge o apropiació d'aquests; i si és necessari hauran de traslladar-se a un lloc segur amb la garantia de ser retornats al seu lloc d'origen una vegada conclòs el conflicte. Les parts involucrades en la Convenció de la Haia es responsabilitzen d'implementar la protecció als béns culturals que es vegin vulnerats dins de la seva legislació nacional del lloc en conflicte, fent tot el necessari per a fer respectar les seves disposicions en cas d'infracció. La Unesco té com a responsabilitat vigilar el seu correcte compliment a més d'ajudar a protegir els béns pertanyents al patrimoni cultural d'aquest lloc.
No obstant això, la realitat és una altra, ja que al llarg dels segles és evident que s'han perdut moltes obres d'art, i s'han danyat o destruït infinitat de llocs culturals durant les guerres. Si bé han existit formes consuetudinàries de protecció des de segles enrere, la destrucció sense precedents que va portar aparellada la Segona Guerra Mundial va portar a la comunitat internacional a actuar i atorgar una protecció jurídica específica. Tot i aquests esforços per preservar i salvaguardar els béns culturals al llarg del temps, les pèrdues i danys d'aquests mateixos han estat moltes i irreparables. Fins i tot la Convenció de la Haia reconeix situacions en què els atacs contra béns culturals es duen a terme de manera il·lícita en convertir-se en blancs militars, sent devastats i danyats després dels atacs.